# Craig Culpan
Pour les articles homonymes, voir Culpan.
Pas d'image ? Cliquez ici

a Compétitions nationales et continentales officielles uniquement.

b Matchs officiels uniquement.
Dernière mise à jour le 28 janvier 2024.
Craig Culpan, né le 17 mai 1982 à Vancouver, est un joueur de rugby à XV, qui joue avec l'équipe du Canada entre 2006 et 2007, évoluant au poste de centre. 

## Carrière

### En club
Craig Culpan est né au Canada de parents néo-zélandais. Il commence sa carrière en Nouvelle-Zélande avec l'équipe les Grammar Old Boys. Il joue ensuite pour le Meraloma Rugby (en) dans son pays natal.

### En équipe nationale
Craig Culpan obtient sa première cape internationale en 2007 à l'occasion d'un match contre l'Angleterre A.
Il fait partie du groupe canadien retenu pour disputer la Coupe du Monde 2007 en France. Il joue trois matchs lors du tournoi. Il inscrit un essai lors du match face au pays de Galles.

## Palmarès
- 7 sélections avec l'équipe du Canada
- 5 points (1 essai)
- Sélectionné pour la Coupe du Monde 2007 (3 matchs).